# Episcia punctata
Episcia punctata là một loài thực vật có hoa trong họ Tai voi. Loài này được (Lindl.) Hanst. mô tả khoa học đầu tiên năm 1866.